# Banco Nacional de Comércio de Timor-Leste
Banco Nacional de Comércio de Timor-Leste (BNCTL) é um banco estatal de propriedade do governo do Timor-Leste, sendo o único banco comercial pertencente ao governo e o maior do país.

## Histórico
O Banco Nacional de Comércio de Timor-Leste foi criado em 2011 por meio do Decreto-Lei n.º 3/2011, de 26 de janeiro de 2011, a partir da transformação do Instituto de Microfinanças (IMfTL).
Em 2017, com a assistência técnica do Banco Asiático de Desenvolvimento (ADB) e governo da Austrália, o BNCTL implementou uma nova plataforma de tecnologia bancária, lançando um plano nacional para introdução de caixas eletrônicos e terminais de ponto de venda (POS) em todo o país.

## Negócios
O BNCTL é de propriedade integral do Estado do Timor-Leste tendo sido o primeiro banco comercial estatal e até o momento o único. É a instituição oficial para o pagamento de salários de funcionários públicos e benefícios sociais e previdenciários.
É o maior banco do país em número de agência e de clientes, com 380 mil clientes (2022). O BNCTL detinha 73% da quota de mercado do país em 2021, conforme relatório do Banco Central.